# Brunsvigia bosmaniae
Лілія-канделябр (Brunsvigia bosmaniae) — вид рослин родини амарилісові.

## Назва
За формою квітки рослину називають «канделябром» (англ. candelabra lily, афр. kandelaar), за часом цвітіння «березневою квіткою» (афр. Maartblom).

## Будова
Рослина геофіт висотою до 400 мм. Формує розетку з 5-6 блискучих язикоподібних листків з червоним краєм. Листя з'являється коли рослина відцвітає. Суцвіття кругле якскраво рожевого кольору містить 20-40 квіток, що пахнуть як нарциси. Період цвітіння дуже короткий. Засохлі суцвіття стають перекотиполем.

## Поширення та середовище існування
Зростає у південній Африці.

## Практичне використання
Відвар з цибулин рослини може викликати галюцинації. Використовується місцевими знахарями для віщування.

## Галерея

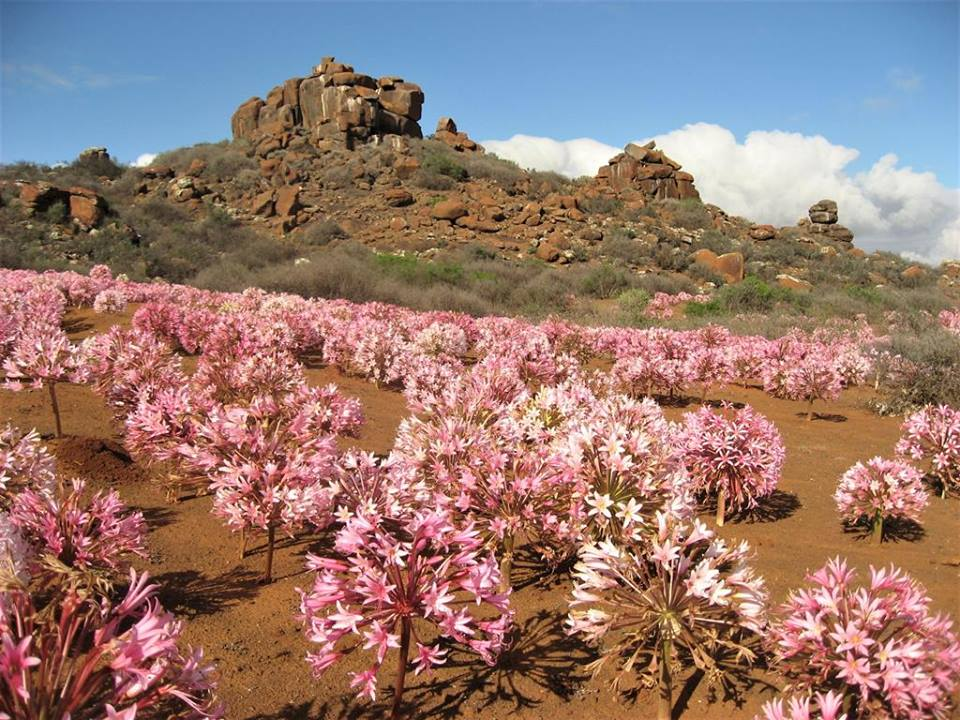
Зарості
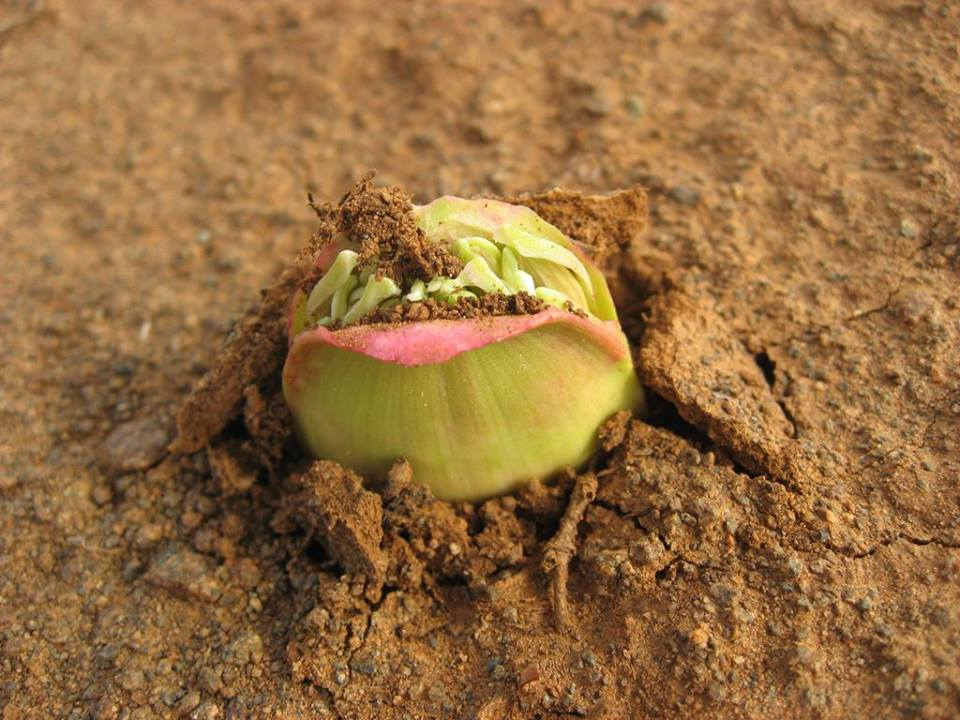
Пуп'янок квітки
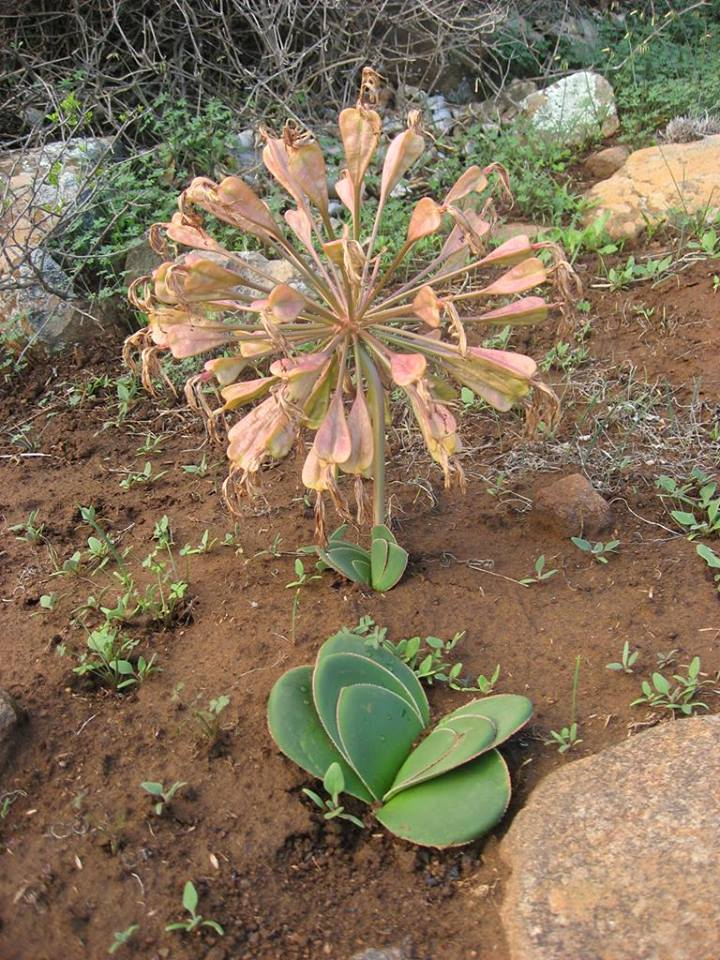
Молоді листки
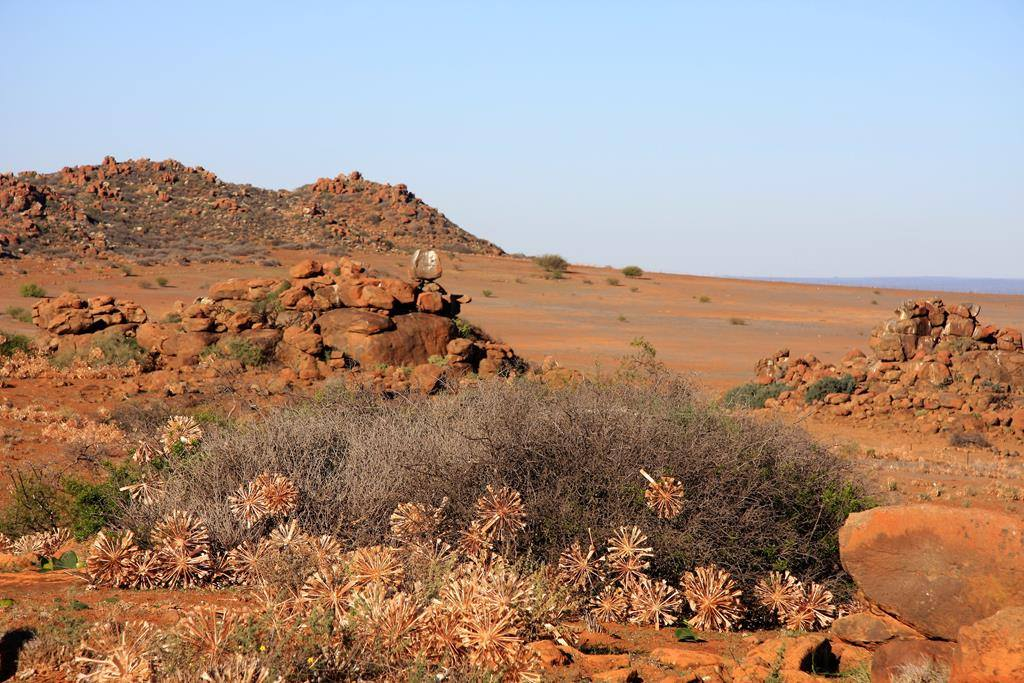
Засохше суцвіття
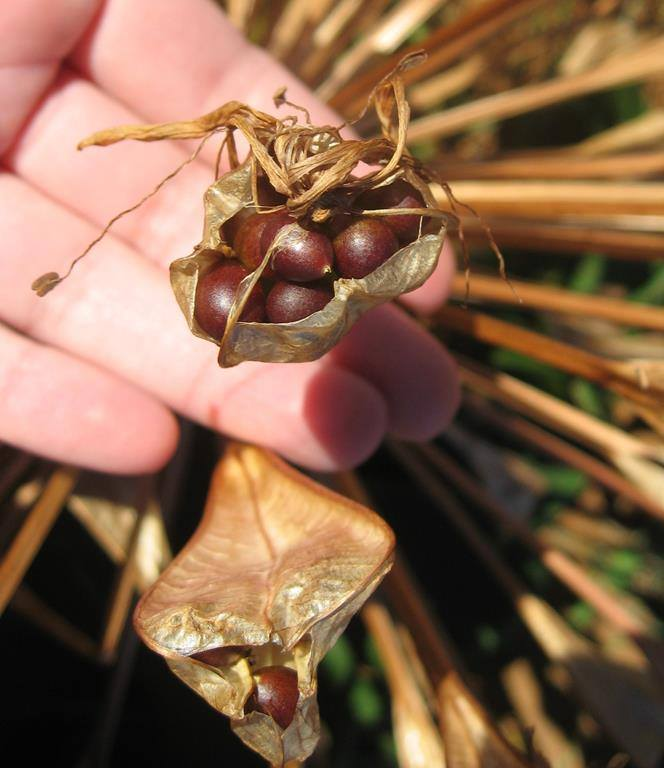
Плід